# Volkswagenwerk Hannover

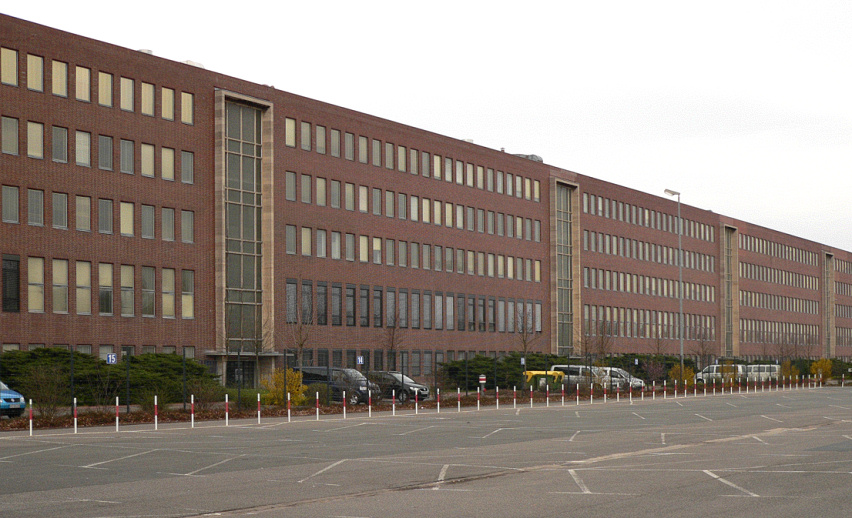
Verwaltungsgebäude des Volkswagenwerks Hannover-Stöcken

Das Volkswagenwerk Hannover ist im Stadtteil Hannover-Stöcken in Niedersachsen angesiedelt und der Hauptsitz von Volkswagen Nutzfahrzeuge (VWN), einer Sparte der Volkswagen AG. 2022 hatte das Werk rund 15.000 Beschäftigte. Gefertigt werden auf dem ca. 1,1 km² großen Werksgelände vorwiegend VW Transporter und Kleinbusse („Bullis“).

## Produktion
Im Werk werden seit 1956 überwiegend Kleinbusse und Transporter gefertigt. Legendär ist der T1-Transporter, der allgemein „Bulli“ genannt wird. Von 1975 bis 2006 wurde auch der VW LT hergestellt. Von 2012 bis 2020 wurde der VW Amarok, neben dem VW-Werk Pacheco, zusätzlich in Hannover produziert. Von besonderer Bedeutung sind die Gießerei, in der vorwiegend Zylinderköpfe und Saugrohre hergestellt werden, sowie die Wärmetauscherfertigung. Seit 2022 wird im Werk u. a. der elektrische VW ID. Buzz gefertigt – sowohl als Kleinbus als auch als Transporter. Camping-Busse werden im benachbarten Werk in Hannover-Limmer gefertigt. Neben der Produktion des Transporters wurden in Hannover auch VW Käfer, VW 181, VW-MAN-Lkw sowie wassergekühlte Motoren für andere Werke hergestellt. Von 1989 bis 1995 wurde in Kooperation mit Toyota in Hannover auch der VW Taro montiert.

## Geschichte

### Aufbauphase ab 1956

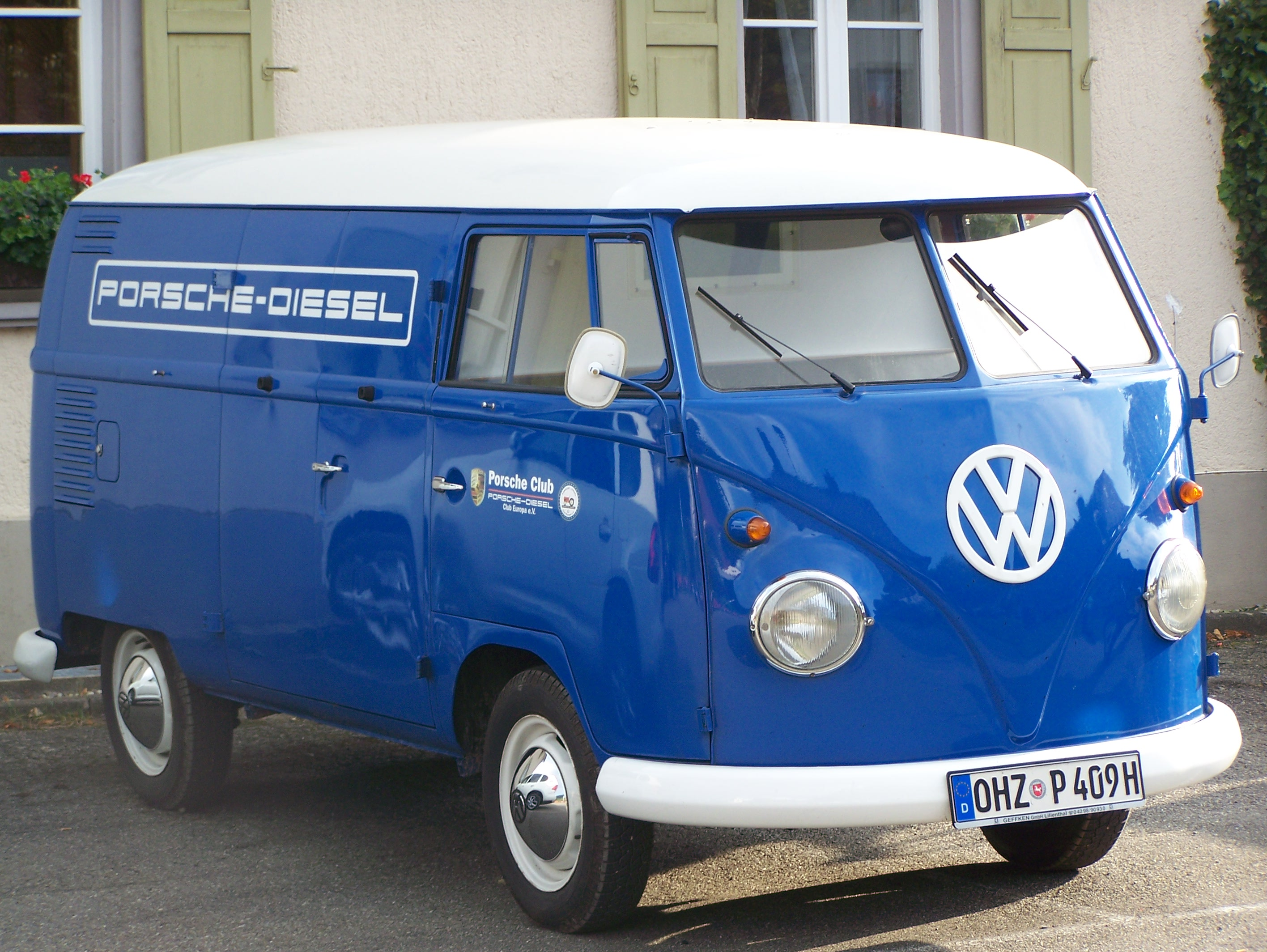
VW Transporter (1960–1963)

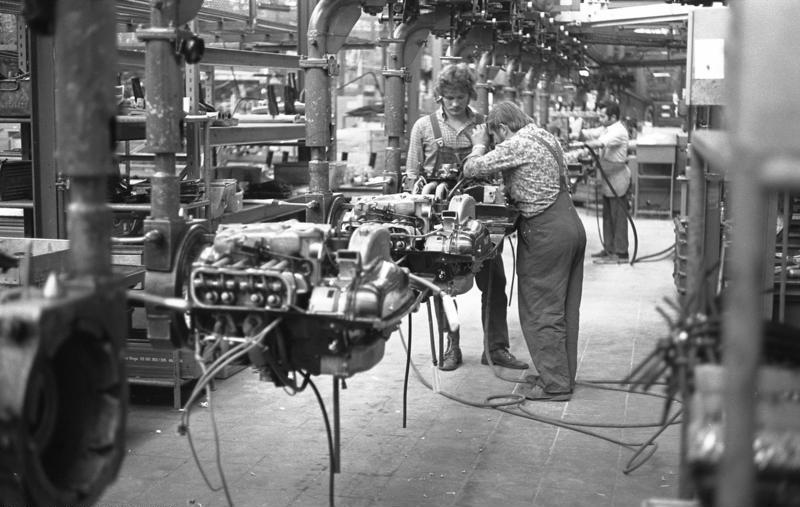
Motorenbau (1973)

Im März 1950 begann VW im Werk Wolfsburg, den VW Transporter in Serie zu produzieren. Als die Kapazität des Wolfsburger Werkes für die gestiegene Nachfrage nicht mehr ausreichte, erfolgte am 24. Januar 1955 der Beschluss des Aufsichtsrates, die Produktion in ein neu zu bauendes Werk in Hannover auszulagern. Am 4. Februar 1955 unterzeichnete die Volkswagenwerk GmbH den Kaufvertrag für das Baugrundstück.
Am 1. März 1955 fand die Grundsteinlegung für das Werk Hannover statt; am 8. März 1956 lief das erste Fahrzeug vom Montageband. Vorher war es zu einem heftigen Bieterwettbewerb für den Standort von über 300 Städten gekommen. In Zusammenarbeit vom Oberbürgermeister in Hannover, der örtlichen IG Metall und dem 1. Vorsitzenden der IG Metall, Otto Brenner, gelang es, die Entscheidung zugunsten von Hannover herbeizuführen. Brenner stammte aus Hannover und war Mitglied im Aufsichtsrat von Volkswagen.
Nach einer Bauzeit von nur 13 Monaten lief am 8. März 1956 die Produktion des T1-Bullis in Halle 1 an. Von Herbst 1957 an wurde eine Motorenfabrik errichtet, die mit der Halle 2 1958 fertiggestellt wurde. Am 25. März 1959 begann die Motorenproduktion.
Die Belegschaft wuchs schnell und kam aus diversen Berufsgruppen, wie Tischler, Stellmacher, Elektriker, Schlachter, Friseure, Maurer und Landwirte. Der Lohn bei Volkswagen war auf der Grundlage des Volkswagen Haustarifvertrages deutlich höher als in anderen Betrieben. Was für viele Beschäftigte neu war, waren die hohen Arbeitsbelastungen in der Produktion, z. B. am Fließband, an Schweißarbeitsplätzen im Rohbau oder an Nass-Schleifplätzen. Anhand der Statistiken lässt sich nachvollziehen, dass in den ersten 15 Jahren rund 20.000 Beschäftigte das Werk wieder verließen.
Die Zahl der Beschäftigten wuchs ständig. Während das Werk 1956 mit 5000 Beschäftigten gestartet war, lag die Zahl Ende 1960 bereits bei 17.548. Die Zahl der IG Metall-Mitglieder war zunächst vergleichsweise niedrig. Die IG Metall Vertrauensleute warben intensiv neue Mitglieder. Im Jahr 1960 waren es bereits 6781 Mitglieder oder 38 % der Belegschaft. Mit Produktionsbeginn wurde in Absprache von Volkswagen und der IG Metall ein provisorischer Betriebsrat eingesetzt. Die erste Betriebsratswahl fand am 8. März 1957 statt.

### Die Zeit nach 1960 bis 1990

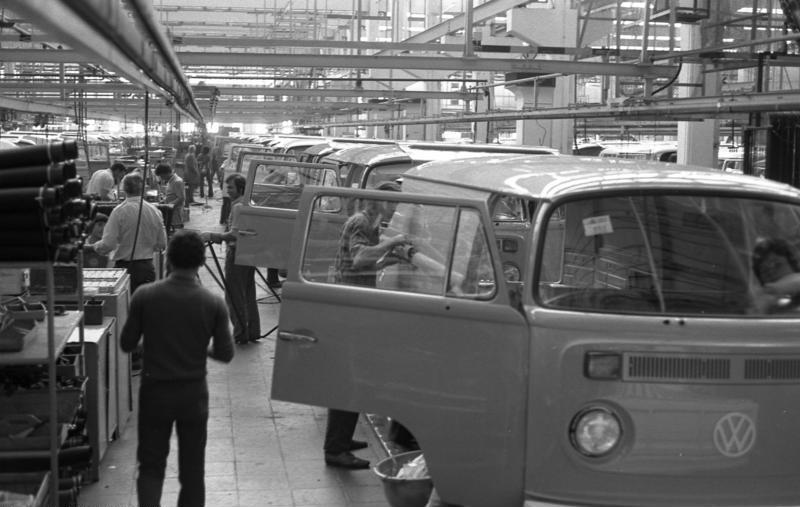
Bild aus einer Fotodokumentation von 1973 zur „Transportermontage“

1962 lief der Millionste Bulli vom Band. Erste Krisenzeichen in der Wirtschaft im Jahr 1967 konnten durch den erfolgreichen Neustart der neuen Version des Bullis vom Typ T2 aufgefangen werden. Den höchsten Beschäftigtenstand hatte das Werk im Jahr 1971 mit 29.127 Beschäftigten, von denen ca. 80 % in der IG Metall organisiert waren. 1970 verkaufte Volkswagen 287.000 Transporter, ein knappes Viertel davon in den USA.
1972 zeichnete sich durch die Verlagerung des Motorenbaus nach Salzgitter und die konjunkturelle Abschwächung ein Personalüberhang ab. Mit Kurzarbeit, Instandhaltungsarbeiten und der Auslaufproduktion des VW Käfers gelang es, die Zeit zu überbrücken. Ab 1975 wurde im Werk der größere Transporter LT gebaut. Die Krise des Konzerns versuchte der Vorstand mit drastischen Einsparungsmaßnahmen (S1-Plan) zu begegnen, die im Aufsichtsrat gegen die Stimmen der Arbeitnehmervertreter beschlossen wurden. Durch Aufhebungsverträge sank die Beschäftigtenzahl auf 17.400 Menschen im Jahr 1975, was ein Personalabbau von 12.000 Menschen innerhalb von vier Jahren war. Wenige Monate später kam es zu einer wirtschaftlichen Erholung mit Mehrarbeit und Neueinstellungen. 1979 begann die Produktion der 3. Generation des Bullis – des T3. 1986 wurde der Neubau der Gießerei realisiert.
Im Jahr 1984 kam es in der Tarifauseinandersetzung um die 35-Stunden-Woche im Werk zu einer kalten Aussperrung, bei der über 11.000 Beschäftigte mehrere Wochen ausgesperrt waren.

### Die Zeit von 1990 bis 2021

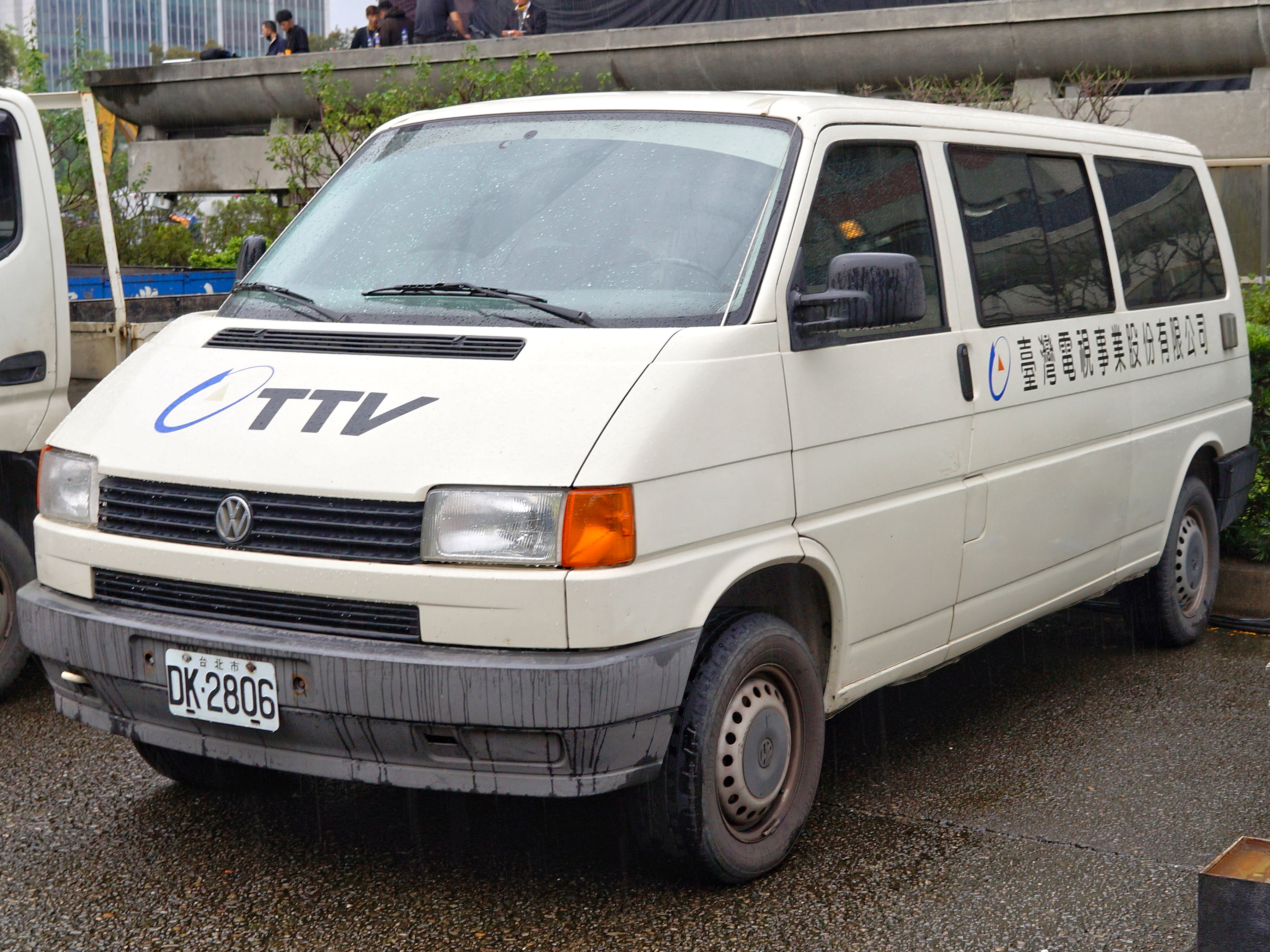
VW T4 (1990–2003)

Die Wende in Osteuropa im Jahr 1990 hatte unmittelbare Auswirkungen auf den Standort Hannover. Volkswagen Nutzfahrzeuge eröffnete im Jahr 1993 den Standort im polnischen Poznań und baute ihn kontinuierlich aus. Dort werden u. a. der Caddy und der Transporter LT gefertigt. Seither befindet sich das Werk Hannover in einer Konkurrenzsituation zu einem Niedriglohn-Standort. Dem T4-Produktionsanlauf im Jahr 1992 gingen harte Kostensenkungsprogramme voran. Wegen drohenden Personalabbaus vereinbarten 1994 die IG Metall und Volkswagen einen Tarifvertrag zur Beschäftigungssicherung (Einführung der Arbeitszeit von 28,8 Stunden pro Woche bzw. der „4-Tage-Woche“). Dieser Tarifvertrag schloss betriebsbedingte Kündigungen aus. Anders als in den anderen deutschen VW-Standorten war die Absatz- und Beschäftigungslage im hannoverschen Werk stabil, da sich der T4 gut verkaufte.
In den Jahren 2004 und 2006 kam es erneut zu Konflikten zwischen der Volkswagen AG einerseits und der IG Metall, dem Betriebsrat und der Belegschaft andererseits. Im Ergebnis wurde die Arbeitszeit wieder auf 33 bzw. 34 Stunden verlängert. Im Gegenzug wurden Produktionszusagen für den Standort Hannover und eine Verlängerung der Beschäftigungssicherung durchgesetzt. Für den Standort Hannover wurden u. a. der Erhalt und Ausbau der Gießerei und der Wärmetauscherfertigung sowie Produktzusagen von neuen Fahrzeugen vereinbart. Über den letzten Punkt kam es zu mehreren modifizierenden Ergänzungsvereinbarungen, die letztlich zur Fertigung des Amarok in Hannover führten. Die Produktion des LT wurde nach Poznań verlagert.
Für die Betriebsabläufe im Werk besonders prägend waren die Modellwechsel des VW-Transporters, so der Wechsel vom T3 zum T4 im Jahr 1990 und vom T4 zum T5 im Jahr 2003. Von März 2009 bis August 2016 wurde neben den VW-Nutzfahrzeugen in Hannover auch die Karosserie des Porsche Panamera gebaut, die im Porsche-Werk Leipzig zum fertigen Wagen komplettiert wurde. Seit 2015 wird in dem Werk auch der T6 produziert.

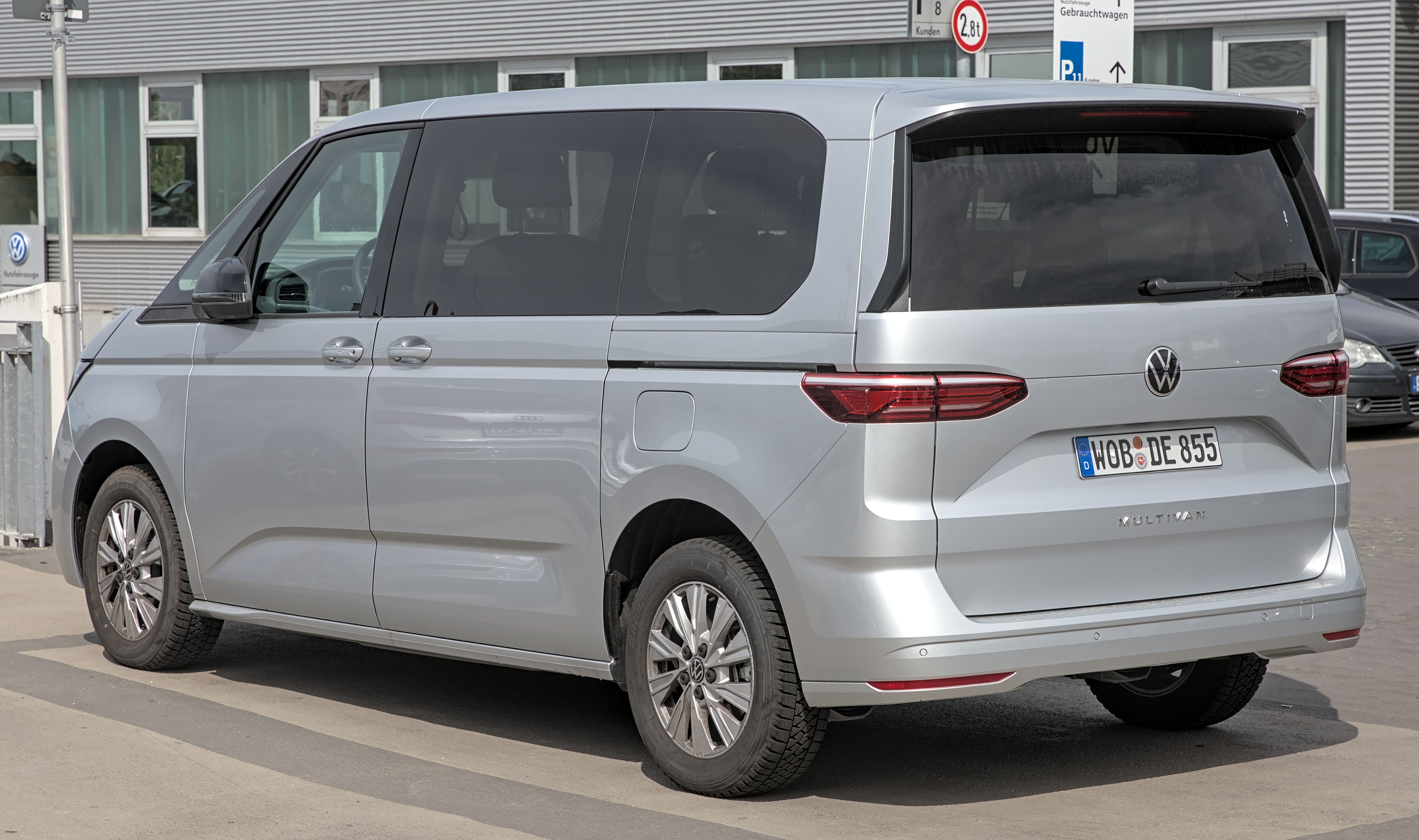
Volkswagen T7 Multivan, 2021

In der Sommerpause 2021 wurde das Werk umgebaut, sodass auch Fahrzeuge des MEB-Baukasten gebaut werden können. Außerdem wurde das Werk auch für die Produktion des VW T7 Multivan angepasst, der erstmals auf Basis der MQB-Plattform gebaut wird.

### Situation 2022

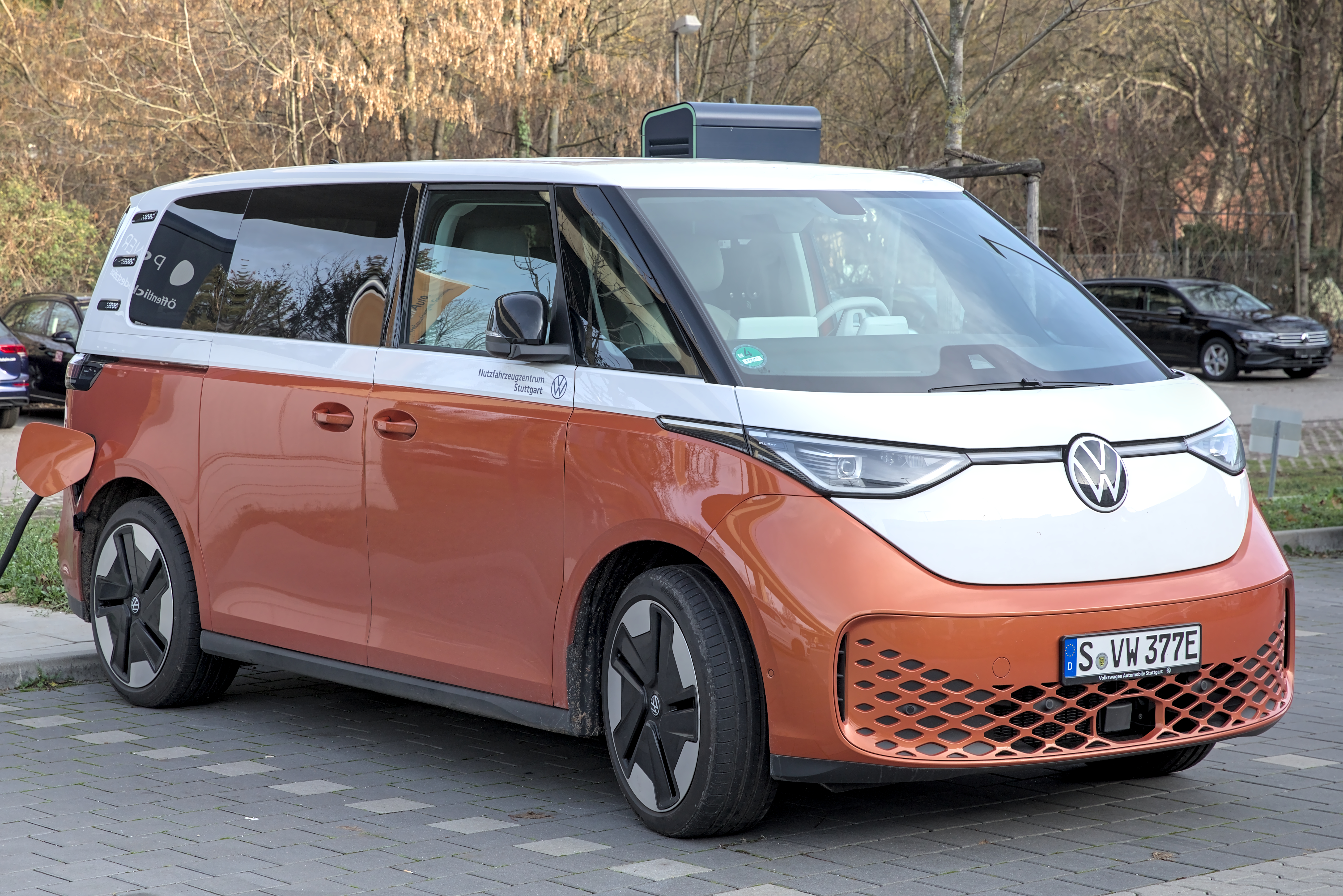
Volkswagen ID. Buzz, 2022

Im Werk sind im Jahr 2022 über 15.000 Menschen beschäftigt, von denen über 95 % Mitglied der IG Metall sind. Nach Verhandlungen zwischen Betriebsrat und Unternehmen wurde 2020 ein sogenannter Zukunftspakt vereinbart, mit dem die Beschäftigungssicherung verlängert wurde. Für den Standort Hannover hat dies u. a. schrittweise Reduzierung der Arbeitsplätze ohne betriebsbedingte Kündigungen durch Regelungen zur Altersteilzeit sowie Vereinbarungen über das Produktionsvolumen am Standort zur Folge. Derzeit werden im Werk der T7 Multivan mit Plug-in-Hybrid und der neue voll elektrische ID.Buzz gefertigt. Die Produktion des Transporters T6.1 lief noch bis Mitte 2024. Das Nachfolgemodell T7 basiert auf dem Ford Transit Custom und wird in einem Gemeinschaftswerk in der Türkei gebaut. Bis dahin soll die Produktion des ID.Buzz auf 130.000 Fahrzeuge pro Jahr hochgefahren werden.